# André Hahn
André Hahn (Otterndorf, 13 de agosto de 1990) é um futebolista profissional alemão que atua como atacante.

## Carreira
André Hahn começou a carreira no Hamburger SV.